# سلبين مريمي

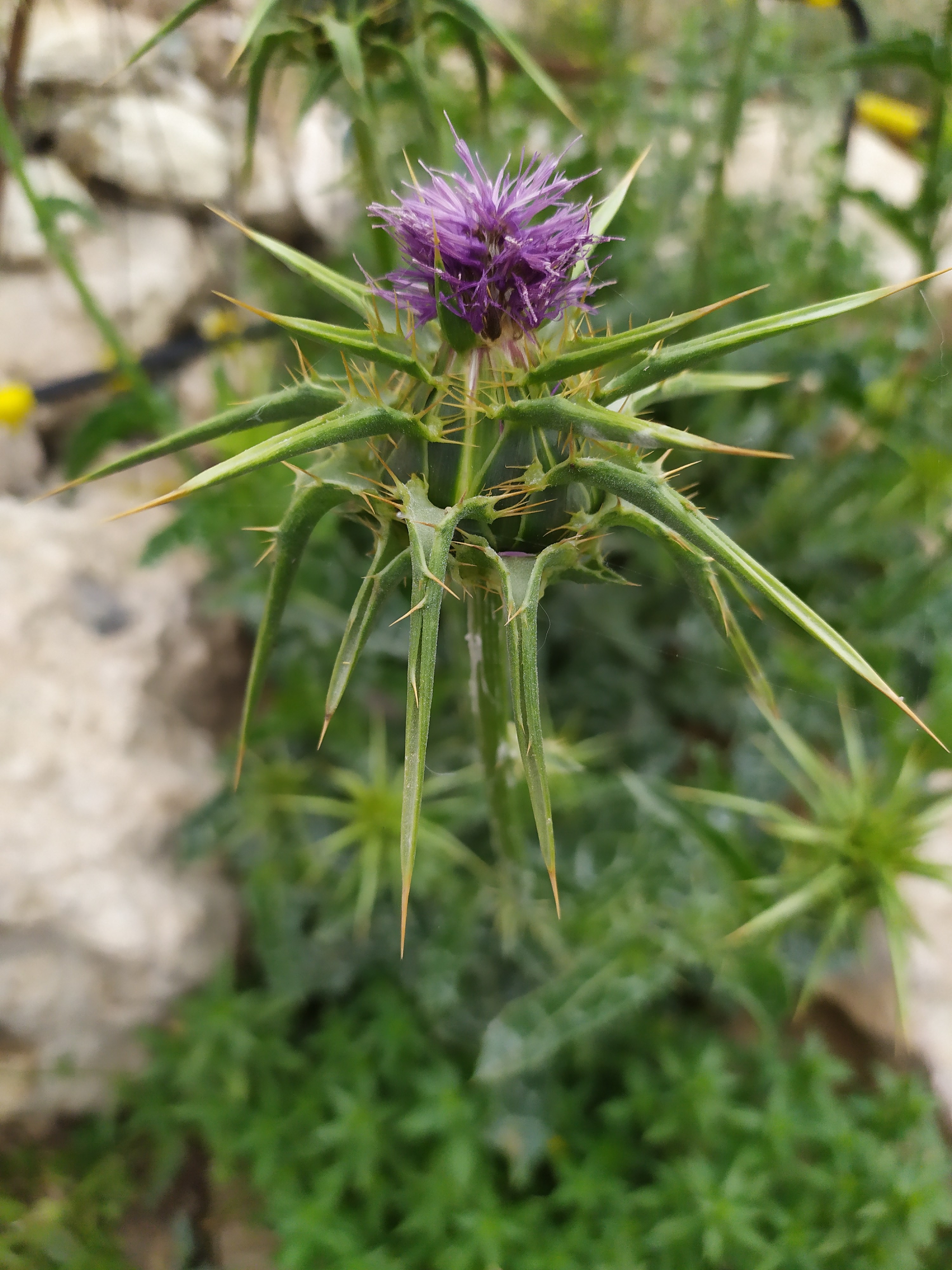
خرفيش بري

السَّلْبِينُ المَرْيَمِيُّ  أو خُرْفَيْشُ الجِمَالِ أو شَوْكُ الدِّمَنِ  أو شوكة مريم ويسمى كذلك حليب الشوك أو الحَرْشَفُ البَرِّيُّ أو الكعيب أو يسمى بالعراقي «العاكول[بحاجة لمصدر] أو الكلغان[بحاجة لمصدر]»، ويُسمى في تونس البُكّ (الواحدة: بُكَّة)، الذي يعد من وجبات الجمل المفضلة. هو نوع نباتي يتبع جنس السلبين من الفصيلة النجمية.
نبات الخرفيش هو من النباتات الشتوية الشوكية الحولية تحمله ساق سميكة جداً تبدأ أغصانه في التفرع من أسفل الساق إلى أعلاه وتستمر هذه الأغصان في هذا التفرع إلى النهاية أما أوراق هذا النبات فكبيرة الحجم جلدية الملمس سميكة الحجم عروقها بارزة حوافها مسننة ملتوية وعلى حوافها أشواك قوية حادة. يتراوح ارتفاعه بين 30-120سم، تغطيه أوراق قطنية. الساق قائم غير مجنح مثلم، صلب، محزز بأخاديد، متفرع من الأعلى. الأوراق متناوبة مفصصة ولحوافها أسنان شائكة ولونها أخضر ناصل وأصفر على طول الأضلاع، والأوراق السفلية لاطئة أما العلوية فتحيط قاعدتها بالساق، ورأس النوارة قطره 1-2.5 م ويحيط بها عدة صفوف من القنابات الزهرية والبيضاء ولها نهاية شوكية معكوفة ومائلة للاصفرار، والأزهار أنبوبية لونها أحمر، ارجواني وابيض، والثمار فقيرة، في قمتها شعيرات تساعد على الانتشار بواسطة الرياح. ويمكن أكله بعد إزالة الاشواك والأوراق عنه.
ينتشر بكثرة في سهول وجبال فلسطين، وشمال الأردن خاصة في سهول اربد (بيت يافا )من شهر اذار وحتى تموز.